# Bailey megye
Bailey megye az Amerikai Egyesült Államokban, azon belül Texas államban található. Megyeszékhelye és legnagyobb városa Muleshoe. Lakosainak száma 6904 fő (2020. április 1.). Bailey megye Parmer, Lamb, Cochran, Roosevelt, Curry és Hockley megyékkel határos.

## Népesség
A megye népességének változása:
| Lakosok száma | 7156 | 7174 | 7111 | 7114 | 7210 | 6904 |
|               | 2010 | 2011 | 2012 | 2013 | 2015 | 2020 |